# Hans-Heinrich Grosse-Brockhoff
Hans-Heinrich Grosse-Brockhoff (* 2. Oktober 1949 in Bonn) ist ein deutscher Kulturpolitiker der CDU. Von 2005 bis 2010 war er Kulturstaatssekretär beim Ministerpräsidenten von Nordrhein-Westfalen, Jürgen Rüttgers, von 2005 bis 2006 zusätzlich Chef der Staatskanzlei.

## Leben
Hans-Heinrich Grosse-Brockhoff wurde als Sohn des Mediziners Franz Grosse-Brockhoff geboren. Nach dem Abitur am Neusser Quirinus-Gymnasium studierte er Rechtswissenschaften und Geschichte und begann 1979 seine berufliche Karriere als Referent bei der Stadtverwaltung Düsseldorf. Von 1981 bis 1992 arbeitete er zunächst als Leiter des Kulturamtes und später als Kulturdezernent in Neuss; diesen Aufgabenbereich behielt er auch als Neusser Stadtdirektor bei.
In Neuss machte er sich mit dem Projekt der Stiftung Insel Hombroich, dem Erwerb des rekonstruierten Shakespeare-Theaters und dem Aufbau des Kulturforums Alte Post einen Namen; er betrieb in Neuss erfolgreich „Nischenpolitik“, indem er Kulturangebote schuf, die gegenüber dem reichhaltigen Kulturangebot der größeren benachbarten Großstädte bestehen konnten. 1992 wechselte er nach Düsseldorf, wo er 13 Jahre lang als Kulturdezernent amtierte.
Um seine Verdienste um das jüdische Leben zu würdigen, wurde ihm am 6. Oktober 2011 von der jüdischen Gemeinde Düsseldorf die Josef-Neuberger-Medaille verliehen.
Grosse-Brockhoff ist mit der Lehrerin Annelen Grosse-Brockhoff verheiratet.
Grosse-Brockhoff ist Mitglied des Trägervereins der Kommission für Zeitgeschichte. und seit Dezember 2015 neuer Präsident der Peter-Paul-Rubens-Stiftung in Siegen berufen (in der Nachfolge der Sammlerin und Gründerin der Stiftung). Grosse-Brockhoff ist bereits seit 2012 Kuratoriumsmitglied der Stiftung. Die Stiftung ist der wichtigste Träger des Museums für Gegenwartskunst in Siegen.

## Tätigkeit als Staatssekretär
Am 1. Juli 2005 berief ihn Jürgen Rüttgers zum Chef der Staatskanzlei und zugleich zum Kulturstaatssekretär. Die Ansiedlung des Ressorts beim Ministerpräsidenten sorgte anfangs für eine Kontroverse; am Ende von Grosse-Brockhoffs Amtszeit indes zog der Präsident des deutschen Kulturrats Max Fuchs folgendes Resümee: „Hans-Heinrich Grosse-Brockhoff hat einen sehr guten Job gemacht. Er hat für die Kultur alles herausgeholt, was herauszuholen war.“ Als Kulturstaatssekretär war Grosse-Brockhoff dafür eingetreten, im Museum Morsbroich in Leverkusen ein Sammlungs- und Forschungszentrum zu Wolf Vostell und der Fluxus-Bewegung zu realisieren.
Anfang Juli 2006 wurde Grosse-Brockhoff durch Ministerpräsident Jürgen Rüttgers von seiner Aufgabe als Chef der Staatskanzlei wieder entbunden. An seine Stelle trat Karsten Beneke, bis dahin Staatssekretär für Bundes- und Europaangelegenheiten sowie Bevollmächtigter des Landes Nordrhein-Westfalen beim Bund. Grosse-Brockhoff amtierte weiter als Kulturstaatssekretär bis zur Ablösung der Regierung Rüttgers durch die Regierung Kraft I im Juli 2010. Grosse-Brockhoff war u. a. beteiligt an der Vorbereitung zum Festspielhaus Beethoven der Stadt Bonn.

## Veröffentlichungen
- Bildwelten des Symbolismus. Irmgard Feldhaus zum 65. Geburtstag (als Mitverfasser). Concept-Verlag, Neuss 1985, ISBN 3-921224-13-6
- Kulturelle Vielfalt in der Stadtgesellschaft (als Mitverfasser). Kohlhammer, Köln 2007, ISBN 978-3-17-019854-8